# Libertas (filme)
Libertas é um filme de drama ítalo-croata de 2006 dirigido por Veljko Bulajić.
Foi selecionado como representante da Croácia à edição do Oscar 2007, organizada pela Academia de Artes e Ciências Cinematográficas.

## Elenco
- Sven Medvešek
- Sandra Ceccarelli
- Goran Grgić
- Radko Polič